# Jacob’s Dream
Jacob’s Dream – amerykański zespół powermetalowy, założony w 1994 w Columbus pod nazwą Iron Angel, rok później wydał pierwsze demo.

## Muzycy
- Chaz Bond – śpiew (również Biogenesis)
- John Berry – gitara
- Jon Noble – gitara
- James Evans – gitara basowa
- Gary Holtzman – perkusja

### Byli członkowie
- Derek Eddleblute – gitara
- Rick May – perkusja
- Billy Queen – perkusja
- David Taylor – śpiew

## Dyskografia
- 2000 Jacob’s Dream
- 2001 Theater of War
- 2005 Drama of the Ages
- 2008 Dominion of Darkness
- 2009 Beneath the Shadows